# Rutronik Elektronische Bauelemente
Die Rutronik Elektronische Bauelemente GmbH ist ein 1973 gegründeter Großhändler für Halbleiter, passive und elektromechanische Bauelemente sowie Embedded Boards, Storage, Displays und Wireless-Produkte mit Sitz in Ispringen, Baden-Württemberg. Das Unternehmen beschäftigt weltweit etwa 1.850 Mitarbeiter und ist mit mehr als 82 Vertriebsniederlassungen in Europa, Asien und Amerika vertreten (Stand: 2019). Im Geschäftsjahr 2018 erzielte Rutronik einen Umsatz von 1 Mrd. Euro in der Gruppe. 2014 war das Unternehmen drittgrößter Distributor für elektronische Bauelemente in Europa und elftgrößter weltweit. Rutronik hat einen Lagerstandort in Eisingen (Baden) und unterstützt finanziell die Damen-Basketball-Mannschaft Frauen-Basketballabteilung Rutronik Stars Keltern des FC Nöttingen.

## Unternehmensgeschichte
Im Jahr 1973 gründete der Vertriebsingenieur Helmut Rudel in einer Garage in Ispringen die „Rutronik Passive Bauelemente“ und „Silec Aktive Bauelemente“. Bis 1988 wuchs das Unternehmen auf 70 Mitarbeiter an. 1991 gründete Rutronik Vertriebsniederlassungen in Frankreich und Tschechien. Inzwischen ist Rutronik flächendeckend in ganz Europa vertreten.
Rutronik stieg 1994 mit dem Kauf der BIT-Electronic AG in den Bereich „Display und Systeme“ ein. Embedded Boards und Speicherlösungen kamen 1996 durch die Übernahme der Discomp GmbH hinzu.
Unternehmensgründer Helmut Rudel stand bis 2008 an der Unternehmensspitze und ist seitdem als Präsident des Unternehmens an der Geschäftsführung beteiligt. Als Nachfolger übernahm sein Sohn Thomas Rudel den Vorsitz der Geschäftsführung und die Position als Geschäftsführer Vertrieb. Der 87-jährige Helmut Rudel erhielt am 9. Juli 2025 den Gründerpreis Baden-Württemberg als Auszeichnung für sein Lebenswerk.
2011 gründete Rutronik in Asien die Rutronik Asia HK Ltd. sowie die Rutronik Electronics SZ Ltd mit sechs Niederlassungen in China, Hongkong und Taiwan. Seit 2014 besteht eine Niederlassung in Bangkok, Thailand. Rutronik ist mit der Tochtergesellschaft Rutronik Inc. in den USA vertreten.